# Eigentum
Eigentum (Lehnübersetzung aus dem lateinisch proprietas zu proprius „eigen“) bezeichnet das Herrschaftsrecht an einer Sache, soweit eine Rechtsordnung dies zulässt. In Abgrenzung zum Besitz, der ein zweckgebundenes, tatsächliches Verhalten des Menschen zu einer Sache beschreibt und daher empirisch faktischer Natur ist, ist Eigentum ein praktisch-normativer Begriff, der nicht vorschreibt was ist, sondern was gilt.
Kennzeichen moderner Formen des Eigentums sind die rechtliche Zuordenbarkeit von Gütern zu einer natürlichen oder juristischen Person als Träger von Rechten und Pflichten, die Anerkennung der beliebigen Verfügungsgewalt des Eigentümers und die Beschränkung des Eigentümerbeliebens durch Gesetze. Der Eigentumsbegriff entwickelte sich historisch über mehrere Stufen: Im antiken Rom bedeutete er noch absolute Verfügungsgewalt mit allen Abwehrrechten des Rechteinhabers, im Mittelalter galt ein Eigentumsbegriff christlicher Herkunft, dessen Zentrum die Sozialpflichtigkeit war, und seit der Neuzeit etablierte sich der ökonomisch orientierte Eigentumsbegriff eines bürgerlich-kapitalistischen Wertesystems. Elemente aller drei Entwicklungsstufen finden sich noch in den heutigen Eigentumsbegriffen.
Eigentum ist in den meisten Verfassungen als Grundrecht geschützt, aber nicht inhaltlich bestimmt. Der materiale Gehalt des Eigentums ergibt sich aus einer Vielzahl von Gesetzen des Privatrechts und des öffentlichen Rechts (Bodenrecht, Mietrecht, Kaufrecht, Denkmalschutz, Umweltrecht, Steuergesetze etc.; als Besonderheit: Tierschutz) beziehungsweise aus gerichtlichen Präzedenzfällen. Man spricht daher auch von Eigentum als einem „Bündel von Rechten und Berechtigungen“, das die Beziehungen und das Handeln zwischen Personen symbolisiert. Der Gehalt des Eigentumsbegriffs ist nicht statisch und naturgegeben, sondern entwickelt sich im Laufe der Zeit durch die gewohnheitsrechtliche Praxis, Rechtsprechung und Gesetzgebung.
Allgemeinsprachlich wird häufig nur von „Besitz“ gesprochen, obwohl „Eigentum“ gemeint ist. Da die Begriffe in der juristischen Fachsprache gegeneinander abgegrenzt sind, werden sie im Bereich des Rechts nicht synonym verwendet.

## Begriffsbestimmung

### Juristische Eigentumsmerkmale
Der juristische Eigentumsbegriff sowie die präzise Unterscheidung zwischen Eigentum (Recht) und Besitz (Tatsache) stammt aus dem römischen Recht. Im darauf basierenden heutigen deutschen Zivilrecht definiert § 903 Abs. 1 BGB die grundlegenden Befugnisse des Eigentümers: „Der Eigentümer einer Sache kann, soweit nicht das Gesetz oder Rechte Dritter entgegenstehen, mit der Sache nach Belieben verfahren und andere von jeder Einwirkung ausschließen.“ Eigentum ist damit eine Rechtsposition, die ein Rechtssubjekt im Verhältnis zu einer bestimmten Sache gegenüber allen anderen Personen einnimmt. Bei dieser Rechtsposition handelt es sich um ein sogenanntes Herrschaftsrecht. Das bedeutet, dass der Eigentümer mit der Sache nach Belieben verfahren darf. In den verschiedenen Rechtsordnungen ist Eigentum insoweit als absolutes Recht zugestanden und ausgestaltet. Eigentum schließt damit Dritte – also andere Personen – von ihrer Einflussnahme auf die Sache grundsätzlich aus. Der Eigentümer kann einem Dritten aber ein relatives Recht an der Sache einräumen, beispielsweise per Miet- oder Leihvertrag. In Erfüllung der daraus erwachsenden vertraglichen Pflichten entsteht ein Besitzrecht des Dritten an der Sache, während der Eigentümer sein absolutes Recht behält, denn er kann die Besitzverhältnisse eines Dritten beenden.
Bei der Rechtsausübung muss der Eigentümer jedoch gesetzliche Grenzen beachten. So besteht häufig das Verbot, Eigentum dazu zu benutzen, fremdes Eigentum zu beschädigen oder andere Personen zu verletzen. Eigentum bedeutet regelmäßig auch Sozialbindung, weshalb beendenden Charakter beispielsweise die Enteignung (in ihren unterschiedlichen Gestaltungsformen) haben kann oder, wenn Kapitaldienste bei der Finanzierung nicht geleistet werden, Hoheitsakte im Rahmen von Zwangsvollstreckungen.

## Abgrenzung zum Besitz
Vom Eigentum zu unterscheiden ist der Besitz, der sich auf die tatsächliche, empirisch-faktische Herrschaft über eine Sache bezieht. Bei Miet- oder Leihverträgen (oder vielen anderen obligatorischen Verträgen) fallen Eigentum und Besitzausübung regelmäßig nicht in derselben Person zusammen, sondern auseinander. Kann der Besitzer kein ihn schützendes Recht zum Besitz herleiten (etwa der Dieb), kann der Eigentümer die Sache herausverlangen, weil er einen Herausgabeanspruch hat. Es besteht dann ein sogenanntes Eigentümer-Besitzer-Verhältnis, das gegebenenfalls Haftungsverschärfungen kennt. Zur Veranschaulichung nochmals: bei einem Mietvertrag wird der Mieter Besitzer, der Vermieter jedoch bleibt Eigentümer. Die faktische tatsächliche Ausübung der Sachherrschaft des Nichteigentümers, ändert an der abstrakten Natur des Eigentumsrechts des Eigentümers nämlich nichts. Der Mieter wird „unmittelbarer berechtigter Fremdbesitzer“, wohingegen der Eigentümer „mittelbarer Eigenbesitzer“ bleibt. Endet der Mietvertrag und der Besitzer gibt die Sache nicht heraus, entfällt die Berechtigung und der Besitzer setzt sich Herausgabeansprüchen aus.
Der Mieter erhält die tatsächliche Sachherrschaft, kann aber den gemieteten Gegenstand nicht als Aktiva (Vermögen) in seiner Bilanz verbuchen. Der Vermieter kann als Eigentümer die Sache hingegen verbuchen, woraus deutlich wird, dass Eigentum ein Vermögensrecht ist. Ökonomischen Wert hat nicht der Gegenstand an sich, sondern nur der Eigentumstitel, der mit dem Besitz (dem tatsächlichen „Haben“) nicht zusammenfallen muss, sondern ein zusätzlich zum Gegenstand bestehender abstrakter Rechtstitel ist. In den meisten Ökonomien baut die Geldwirtschaft, besonders die Kreditwirtschaft auf Eigentumstiteln auf. Wo keine solche Eigentumstitel existieren, muss sich Geldwirtschaft stattdessen auf Leistungsansprüche, die meist durch Arbeit erworben werden, stützen. Die Dokumentation von Eigentum kann an einen Rechtstitel oder die Eintragung in ein Register (z. B. Grundbuch) gebunden sein. Der Eigentümer von Booten und Schiffen heißt Eigner, deren Zusammenschluss Eignergemeinschaft.

## Eigentum in der Wissenschaft
Eigentum ist nicht allein ein Rechtsinstitut in der Rechtswissenschaft, sondern wird interdisziplinär untersucht. So fragen die Rechts- und die Sozialphilosophie nach den Erwerbsgründen und der Rechtfertigung von Eigentum.
Die Soziologie befasst sich mit der Entstehung, der gesellschaftlichen Bedeutung und den Folgen der Institutionalisierung von Eigentum. Sie fragt dabei danach, welchen Einfluss Eigentum auf die Machtverhältnisse, den Sozialstatus und die soziale Ungleichheit hat.
Die Geschichtswissenschaft untersucht den Eigentumsbegriff hinsichtlich seines Einflusses auf und die Prägung durch die historische Entwicklung.
Politikwissenschaft und Volkswirtschaftslehre (auch andere Wirtschaftswissenschaften) beschäftigen sich mit den Folgen und möglichen Wirkungen der Gestaltung von Eigentumsordnungen.
Die Ethnologie untersucht Eigentumsverhältnisse in unterschiedlichen menschlichen Gesellschaften.

## Verwendung in der deutschen Sprache
Eigentum und Besitz werden sprachlich oft gleichgesetzt, sind jedoch im juristischen und ökonomischen Kontext streng voneinander zu unterscheiden. So kann ein Gegenstand sich vorübergehend oder auf Dauer im Besitz einer anderen Person als des Eigentümers befinden (zum Beispiel bei einer Mietwohnung). Daneben wird der Begriff des Eigentums umgangssprachlich auch für das Objekt des Eigentums verwendet („Das ist mein Eigentum“).
Der Begriff Eigentum wird meist nur in Gesellschaften oder Populationen gebraucht, in denen es eine rechtliche Unterscheidung von Eigentum und Besitz gibt. Den früheren Eskimo-Populationen war beispielsweise der Begriff des Eigentums unbekannt.
Rechtlich wird zudem zwischen Eigentum und Vermögenswert unterschieden. Auch wenn Eigentum im Alltag oft mit Privateigentum gleichgesetzt wird, werden auch kollektive Verfügungsrechte an Sachen, die exklusiv von einer Gemeinschaft oder vom Staat ausgeübt werden, als Eigentum bezeichnet.

## Geschichte

### Frühgeschichte
Über die historischen Wurzeln des Eigentums gibt es wenig gesichertes Wissen. Aus der Steinzeit kennt man Grabbeigaben, die den Toten mitgegeben wurden. Dabei dürfte es sich um persönliche Habseligkeiten gehandelt haben wie Waffen, Schmuck und Gebrauchsgegenstände, für die eine besondere Bindung an die Person bestand. Gesellschaftliches Eigentum entstand bereits in der Frühzeit im Zusammenhang mit der damals vorherrschenden extraktiven Wirtschaft zunächst durch Abgrenzung von Jagdrevieren einzelner Horden und Stämme, die diese gegeneinander verteidigten. Wie die Eigentumsrechte am Land in typischen Jäger-und-Sammler-Gesellschaften ausgestaltet sind, ist Gegenstand einer wiederkehrenden ethnologischen Debatte. Die von Henry Lewis Morgan vertretene und später von Friedrich Engels übernommene These eines „Urkommunismus“ in der menschheitsgeschichtlichen Entwicklung wurde durch Frank G. Specks Beispiel familienbezogener Jagdreviere der Algonkin in Kanada in Frage gestellt. Ob diese Familienreviere jedoch schon zu präkolumbianischer Zeit bestanden haben und ob sie als eine dem europäischen Privateigentum ähnliche Institution angesehen werden können, ist weiterhin umstritten. Neuere Forschungsergebnisse weisen darauf hin, dass auch in den Familienterritorien der Algonkin Rechte primär größeren sozialen Gruppen zugeordnet sind. Grundbesitz soll zudem auf spiritueller und sozialer Reziprozität beruhen, das heißt auf wechselseitigen, nicht im Sinne eines Tausches direkt miteinander verknüpften Gaben und Gegengaben. Eigentum gab es schon bei den noch nicht sesshaften Hirtenvölkern. Individuelles Eigentum an Grund und Boden entstand erst im Übergang zum Ackerbau und im Zuge der allmählichen Ablösung der Sippen durch kleinere Familienverbände und die Entstehung von Siedlungen (Neolithische Revolution). Bedrohungen von außen, aber auch gemeinsame Projekte wie der Siedlungswasserbau im Zweistromland, im Industal oder in Ägypten führten zur Institutionalisierung von Herrschaftsstrukturen und schließlich zu den bekannten Königreichen. In diesem Zuge entstanden auch Rechtsordnungen, in denen es möglich war, das Eigentum durchzusetzen. Die älteste bekannte Kodifizierung ist der Codex Ḫammurapi, der bereits Kaufrecht und Erbrecht kannte.
Im 3. Jahrtausend vor Christus entstanden in Mesopotamien die Tempelwirtschaft, in der in regionalen Zentren rund um den Tempel die Wirtschaft in der Hand der Priester lag und die Rechte zur Bewirtschaftung des Landes gegen Abgaben von der Tempelverwaltung vergeben wurde. Gleichzeitig ist privater Grundbesitz anhand von Kaufverträgen in Keilschrift dokumentiert. Reichtum entstand durch kriegerische Ausweitung des Machtbereiches, aber auch durch Handel zwischen den Zentren und ersten Fernhandel. Es entstanden einerseits grundbesitzende Oberschichten, andererseits wurde der Wohlstand durch Ausbeutung von Sklaven gemehrt.

### Antike
Die überlieferte Reflexion über die Bedeutung von Eigentum beginnt mit den Werken von Platon und Aristoteles im antiken Griechenland. Die Gesellschaft dieser Zeit war noch ganz überwiegend landwirtschaftlich geprägt. Selbst in der Polis von Athen lebten noch mehr als drei Viertel der Bevölkerung von der Landwirtschaft. Die Gesellschaft wurde vom Adel und von Großgrundbesitzern dominiert, wenn auch die Reformen des Kleisthenes den Bürgern eine Beteiligung an den Entscheidungen der Polis ermöglicht hatten. Gesellschaftlicher und ökonomischer Kern war der Familienhaushalt (Oikos). Zu diesem Haushalt gehörten auch Sklaven, die man kaufte oder die im Zuge der Kolonialisierung nach Athen gelangt waren. Die  Schuldsklaverei war durch die Gesetze Solons abgeschafft worden. Im Oikos war alles dem Hausvater untergeordnet, der über das Vermögen, die Frau, die Kinder und die Sklaven die Rechte des Eigentümers ausübte, aber auch die Verantwortung für ihr Wohlergehen hatte.
Platon entwarf in der Politeia das Konzept eines idealen Staates, in dem jeder die ihm angemessene Position einnimmt. So gibt es den Nährstand der Handwerker und Bauern, die auch in diesem Staat über Eigentum verfügen. Den Zusammenhalt des Staates gewährleisten die Wächter (Wehrstand). Diese haben kein Eigentum, sondern erhalten ihr Auskommen von der Gesellschaft und im Gegenzug ist ihr gesamter Lebensbereich, auch die Wohnung, der Öffentlichkeit zugänglich. Auch die Philosophen, die für Platon geeignet sind, nach Erziehung und Ausbildung den Staat zu leiten, bleiben ohne Besitz. In seinem Spätwerk, den Nomoi, setzt sich Platon mit der Frage auseinander, wie die staatliche Ordnung einer noch zu gründenden Kolonie aussehen sollte. Hier sah er eine Verteilung des Grundbesitzes vor. Diese ist allerdings gleichmäßig und der Boden kann nicht verkauft, sondern nur vererbt oder an einen anderen ohne Grundbesitz übertragen werden.
Ähnlich wie für Platon ist für Aristoteles das Ziel des menschlichen Lebens das Gute, nicht der Reichtum, der nur ein Mittel zur Erreichung dieses Ziels ist. Das Institut des Eigentums entstammt nicht der natürlichen Ordnung, sondern ist Ergebnis der menschlichen Vernunft. Individuelles Eigentum ist dem gemeinschaftlichen Eigentum vorzuziehen, weil persönliches Eigentum eine größere Sorgfalt gegenüber den Sachen bewirkt. Zum zweiten entspricht Privateigentum dem Prinzip der Leistung. Des Weiteren regelt Eigentum eindeutig die Zuständigkeiten, so dass Streit vermieden werden kann. Persönliches Eigentum dient dem Genuss in der Gemeinschaft und ist Voraussetzung für die Tugend der Freizügigkeit. Gemeineigentum ist deshalb nur dort sinnvoll, wo es gemeinschaftlich genutzt wird oder einer gemeinsamen Finanzierung bedarf.
Die frühe Kodifizierung des römischen Rechts war im antiken Rom das Zwölftafelgesetz. Vornehmlich diente es dem Zweck, die Konflikte zwischen den grundbesitzenden Patriziern und den Plebejern zu ordnen. Obligatorische Rechtsgeschäfte, wie etwa Kaufverträge, waren sehr formalisiert als Libralakte geregelt. Sie waren Bestandteil des ius civile, später auch des ius honorarium, dem prätorischen Honorarrecht. Ähnlich wie in Griechenland war die römische Gesellschaft in Haushalten (dominium: Eigentum, Besitzrecht) organisiert. Der Hausherr, der pater familias, war uneingeschränkter Gewaltgeber über den gesamten Haus- und Hofstand sowie die Familienmitglieder. Er allein repräsentierte im altzivilen Recht der Republik die Familientradition. Voraussetzung war, dass er das Bürgerrecht innehatte, mit dem Eigentumsansprüche (ex iure Quiritum) überhaupt gestellt werden konnten. Wer römischer Bürger war, konnte Privatland (ager privatus) erwerben und besitzen, wurde Eigentümer. Die Hausmacht der patria potestas erstreckte sich sogar auf erwachsene Söhne, da sie – sofern sie noch dem väterlichen Haushalt angehörten – nicht geschäftsfähig waren. Dabei spielte auch keine Rolle, dass sie gegebenenfalls bereits verheiratet waren und Kinder hatten. Die Verfügungsmacht des pater familas reichte so weit, dass er seine Kinder sogar in die Sklaverei verkaufen konnte. Er konnte durch Testament sein Eigentum uneingeschränkt vererben (sui heredes). Lag kein Testament vor, erfolgte die Intestaterbfolge in männlicher Linie.
Dem römischen Staat hingegen gehörte der ager publicus, Land als Gemeineigentum, das durch Eroberungsfeldzüge erworben wurde (vgl. auch Punische Kriege, Gracchische Reformen). Dessen Verteilung sorgte für eines der zentralen Konfliktfelder der römischen Geschichte, an dem letztlich die römische Republik zerbrach und autoritäreren Strukturen weichen musste. Gemein- wurde in Privateigentum gewandelt.
Im römischen Recht gab es keine formale Definition des Eigentumsbegriffs, wohl aber verschiedene Formen des Eigentums. Aus der Beschreibung meum esse aio („ich behaupte, dass es mein ist“) lässt sich anhand der Praxis ableiten, dass die Legaldefinition in § 903 Satz 1 BGB weitgehend mit der inhaltlichen Bestimmung zur Zeit Ciceros übereinstimmt. Cicero setzte sich mit der Begründung von Eigentum auseinander. Für ihn entsteht Privateigentum ursprünglich durch Okkupation. Das Land der eroberten Provinzen betrachteten die Römer als Eigentum des römischen Volkes und begründeten hiermit das Recht auf eine Bodensteuer (Tribut). Die Römer kannten bereits ein Immissionsverbot (siehe § 906 BGB), d. h. jemand konnte sein Grundstück nicht beliebig nutzen, wenn er damit den Besitz anderer beeinträchtigte, z. B. durch Entwässerungsgräben, deren Wasser auf fremden Grund abfloss.
Eine neue Sicht auf das Eigentum kam in der Patristik durch die Verbreitung christlich-jüdischer Gedanken auf, nach denen das Naturrecht mit dem göttlichen Recht gleichzusetzen ist. Im Tanach („Altes Testament“) wird das Land dem Menschen zur Verwaltung übergeben – es bleibt aber im Eigentum Gottes. Bei den Kirchenvätern wie Clemens von Alexandria stand daher die von der Stoa übernommene Frage des richtigen Gebrauchs von Eigentum im Vordergrund. Sie forderten, das Eigentum, das über den eigenen Bedarf hinausgeht, an die Armen weiterzugeben. Die Reichen in der Gemeinde haben entsprechend der paulinischen Lehre eine Fürsorgepflicht gegenüber den Armen („Der eine trage des anderen Last“, Gal. 6, 2).

### Mittelalter
Thomas von Aquin versuchte eine vermittelnde Position zwischen der Lehre des Aristoteles und den Auffassungen der Patristik zu entwickeln. Sein Ausgangspunkt war der dreieinige Gott als Eigentümer (principale dominium omnium rerum), Kaiser und Könige konnten Gott als Verwalter stellvertreten (dominum utile). Erst aus dem abgeleiteten Recht entsprang das Lehensrecht (feudum). Er gestand Einzelnen aber private Eigentums- und Verfügungsrechte zu, sofern sie gemeinverträglich ausgeübt wurden, da die Bewirtschaftung eines Gutes – als Recht der Vorsorge und Verwaltung (ius procurandi et dispensandi) – die vor Gott rechenschaftspflichtige Freiheit des Einzelnen und das Überleben seiner Familie fördere (ius positivum). Dies war als Ausnahme zu verstehen, denn im Vordergrund stand stets das Gemeingut für die Sicherung des  Gemeinwohls (ius naturale). Thomas vertrat damit (im Rahmen des Streits der Kirche um Fragen zum Eigentum) vernunftgeleitete Zweckmäßigkeitsinteressen des aufkommenden Bürgertums. Dieses Rechtsverständnis spiegelt sich heute in der Verfassung Deutschland mit den dort verankerten Eingriffsrechten des Staates in das bürgerliche Grundrecht „Eigentum“ durch dessen Schrankenbestimmungen der Sozialbindung sowie Sozialisierung (Art. 14, 15 GG).
Die feudale Eigentumsordnung des Mittelalters strukturierte sich hierarchisch-derivativ in Form verliehener Privilegien durch die Grundherren. Dem gegenüber stand die Gemeinschaft der privaten Eigentümer in Rom im gleichen Horizont, sie waren auf Augenhöhe berechtigt. Die Privilegien gestalteten sich bald zunehmend komplexer und wurden schließlich unüberschaubar, was Samuel von Pufendorf schlussendlich das Attest ausstellen ließ, dass ihn das Reich an ein ungeregeltes Monstrum erinnere (irregulare aliquod corpus et monstro simile).
Bei den Germanen hatte sich der Stand der Wehrbauern und das Institut der Allmende entwickelt. Diese Struktur wurde im frühen Mittelalter zur Zeit des Karolingerreiches durch die Herausbildung des Ritterstandes abgelöst, durch den zentrale Herrschaft besser zu sichern war. Die mittelalterliche Eigentumsstruktur war geprägt durch Grundherrschaften, die entweder als Lehen (vom Landesherren verliehenes Nutzungsrecht) oder weniger verbreitet als Allodien (vererbbares Eigentum) bestanden. Grundbesitz in den Städten, aber auch der zum Teil sehr große Grundbesitz der Klöster war zumeist Eigentum (Allod). Auch Allodien waren nicht in jedem Fall frei veräußerlich, sondern waren zum Teil Stammgüter, das heißt von Vorfahren ererbte Immobilien, welche die Bestimmung hatten in derselben Familie zu bleiben (vgl. Familienfideikommiss). Die Landwirtschaft war zumeist autark. Es gab freie und unfreie Bauern. Die Masse des Volkes lebte als Knechte oder Tagelöhner. Es gab die an die Person gebundene Form der Hörigkeit als Leibeigenschaft und die an den Boden gebundene Grundhörigkeit. Während in Italien schon früh die Städte ein Gegengewicht zu den Grundbesitzern gewannen, bildeten sich nördlich der Alpen städtische Strukturen erst allmählich heraus. In den Städten entwickelten sich Handel und Marktrecht, es entstanden vor allem in Flandern Messen, Kaufmannsgilden und Zünfte der Handwerker. Ein Höhepunkt im Hochmittelalter war die Gründung der Hanse.
Eigentum wurde beziehungsweise wird oft gekennzeichnet durch so genannte Hausmarken, zum Beispiel Wappen und Brandzeichen. Der Kennzeichnung von Grundbesitz dienen die auf den Hermes-Kult zurückgehenden Grenzsteine. Für Grundstücke führte Wilhelm der Eroberer in England 1086 das wahrscheinlich erste Grundbuch ein, das Domesday Book. Unabhängig davon führten die mittelalterlichen deutschen Städte Stadtbücher, Vorläufer der heutigen Grundbücher.
Für die Rechtsgeschichte im Mittelalter von besonderer Bedeutung war das Wiederaufleben römischen Rechts angestoßen von den Forschungen der Legisten an den Universitäten, allen voran der Universität Bologna. Die ersten Bearbeiter – der am Anfang des Prozesses untersuchten Digesten – waren die Glossatoren. Die Kodifikation des Corpus iuris civilis hatte auch Einfluss auf das von den Dekretisten vertretene kanonische Kirchenrecht, das im Decretum Gratiani systematisch zusammengefasst wurde.
Ein wichtiger Schritt in der Entwicklung der Auffassung über das Eigentum ist die Lehre Wilhelm von Ockhams, der das als Eigentum bestimmte, was sich vor Gericht einklagen lässt. Das einzige Naturrecht, das Ockham anerkennt, ist das Recht auf Erhalt der eigenen Person. Daraus ergibt sich der Anspruch der Armen, von den Reichen wenigstens soviel zu erhalten, wie sie zum Leben benötigen. Zum Naturrecht gehört auch, dass alle Menschen frei sind, auch wenn das Völkerrecht die Sklaverei zulässt. Gerade in Hinblick auf Sklaven und die Position der Frau stellt er sich gegen die Tradition seit Aristoteles, die von Thomas von Aquin noch vertreten wurde.

### Frühe Neuzeit
Das im Spätmittelalter einsetzende Wachstum der Städte, die zunehmende Zahl der Universitätsgründungen, die Erfindung des Buchdrucks, die Entdeckung Amerikas, Renaissance und Humanismus kennzeichnen strukturelle Veränderungen der Gesellschaft zu Beginn der Frühen Neuzeit. Das Denken wird säkularer, die Kirche wehrt sich mit der Inquisition, muss aber im Zuge der Reformation, der Entwicklung der Naturwissenschaften und der Herausbildung der Nationalstaaten ihren Machtverlust hinnehmen. Die dominierende Herrschaftsform im 17. und 18. Jahrhundert ist der Absolutismus. Die Subsistenzwirtschaft beginnt sich aufzulösen. Die Strukturen des Feudalismus werden allmählich durch Stadtrechte, Dorfordnungen und Verlagerung der Gerichtsbarkeit in die Gemeinden aufgeweicht. In ländlichen Gebieten entstehen Nachsiedlerschichten wie Heuerlinge oder Kötter und Bödner. Die Wirtschaft wird komplexer mit vorindustriellen Produktionsweisen wie Heimarbeit und ersten Manufakturen und einer sich ausbreitenden Marktwirtschaft. Es entwickelt sich der Übergang zum Merkantilismus und zum Physiokratismus. In dieser Zeit entstand auch Geistiges Eigentum als neue Eigentumsform, zunächst als Privilegien, dann auch geschützt durch Patentrecht (Venedig 1474, Großbritannien 1623, Frankreich 1790). In den Bereich der Privilegien fallen auch die Bergordnungen des 15. und 16. Jahrhunderts. Fragen des Urheberrechts wurden erstmals im 18. Jahrhundert geregelt.
Thomas Hobbes, der philosophisch den Absolutismus stützte, entwickelte die Idee des Gesellschaftsvertrages, in dem der Einzelne seine Freiheitsrechte an einen zentralen, allmächtigen Herrscher überträgt. Als absoluter Regent legt dieser Gesetze fest und setzt sie durch. Das Recht des Eigentümers kann niemand einschränken als der Souverän. Der Bürger hat aber auch kein Recht, ihn daran zu hindern.
Nach dem englischen Bürgerkrieg war in England das Bürgertum trotz der Stuart-Restauration so stark geworden, dass es nach dem Habeas Corpus Act (1679) in der Glorious Revolution (1688) mit der Bill of Rights die Souveränität des Parlaments gegen den König durchsetzen konnte. In den Zwei Abhandlungen über die Regierung bewertete John Locke das Eigentum als Grundrecht. Jedoch entsteht Eigentum nicht durch einen Vertrag, wie bei Hobbes, sondern  beruht auf überpositivem Naturrecht. In der Begründung des Eigentums geht Locke mit seiner Arbeitstheorie einen völlig neuen Weg. Der Mensch ist von Natur aus berechtigt, zum Zweck der Selbsterhaltung sich einen Teil der Natur anzueignen. Indem der Mensch ein Naturgut bearbeitet, bringt er einen Teil seiner selbst in den Gegenstand ein. Naturgüter haben ohne Arbeit einen nur geringen Wert. Wasser in der Natur gehört niemandem. Das Wasser im Krug ist aber unbestritten zu Eigentum geworden (II § 29). Auch der Wert des Bodens entsteht größtenteils durch Arbeit (II § 43). Der Erwerb von Eigentum, das heißt die Aneignung der Natur hat bei Locke aber dort ihre Grenzen, wo der Mensch das von der Natur durch Arbeit Gewonnene nicht mehr verbrauchen kann (II § 32). Für die Bildung von Reichtum sind die Möglichkeit des Tausches und das Institut des Geldes entscheidend. Indem der Mensch das Ergebnis der Arbeit tauscht, zum Beispiel Äpfel gegen Nüsse, so erhält er etwas weniger Verderbliches. Dieses darf er besitzen, auch wenn er es nicht unmittelbar verwertet. Durch die Einrichtung des Geldes wurde zwischen den Menschen ein Übereinkommen getroffen, dass die Aufbewahrung des Eigentums unbegrenzt erfolgen kann. „Das große und hauptsächliche Ziel, weshalb Menschen sich zu einem Staatswesen zusammenschließen und sich unter eine Regierung stellen, ist also die Erhaltung ihres Eigentums.“ (II § 124). Den unterschiedlichen Reichtum erklärt Locke mit unterschiedlichem Fleiß und den unterschiedlichen individuellen Voraussetzungen der Menschen. Eingriffe ins Eigentum durch den Staat bedürfen immer der Zustimmung der Bürger (II § 139). Diese Rechtsauffassung entspricht einer bürgerlich-kapitalistisch ausgerichteten Eigentumsordnung. Recht auf privates Eigentum gründete nunmehr auf dem Prinzip „Arbeit“. Der Gebrauch der Sache erzeugt die Arbeit. Er besteht nach Locke nicht in dem Recht, beliebig mit der Sache zu verfahren, auch nicht in der Pflicht, sie dem Gemeinwohl dienen zu lassen, ökonomisch betrachtet, soll sie dem Rechte- und Pflichtenkreis des Eigentums so zugeordnet werden, dass sie durch die eigene Arbeit zu vermehren ist. Im 18. Jahrhundert sollten die Verfassungen der Vereinigten Staaten und Frankreichs privates Eigentum als unverletzliches Recht festschreiben, dies nach ausdrücklicher Zustimmung der verfassungsgebenden Versammlungen. Die alte feudale Rechtsordnung war damit außer Kraft gesetzt. Andererseits wird davon ausgegangen, dass es „Dienste“ schon immer gab, allein: Sklavenarbeit sei durch vertragliche Gestaltung des Arbeitsdienstes abgelöst worden.
Nach Jean-Jacques Rousseau führt die Bildung von Eigentum dazu, dass der Mensch den Urzustand verlässt. „Konkurrenz und Rivalität auf der einen Seite, Gegensatz der Interessen auf der anderen, und stets das versteckte Verlangen, seinen Profit auf Kosten anderer zu machen: alle diese Übel sind die erste Wirkung des Eigentums und das untrennbare Gefolge der entstehenden Ungleichheit“. (Diskurs, 209) „Der erste, der ein Stück Land eingezäunt hatte und dreist sagte: ‚Das ist mein‘ und so einfältige Leute fand, die das glaubten, wurde zum wahren Gründer der bürgerlichen Gesellschaft. Wie viele Verbrechen, Kriege, Morde, Leiden und Schrecken würde einer dem Menschengeschlecht erspart haben, hätte er die Pfähle herausgerissen oder den Graben zugeschüttet und seinesgleichen zugerufen: ‚Hört ja nicht auf diesen Betrüger. Ihr seid alle verloren, wenn ihr vergeßt, daß die Früchte allen gehören und die Erde keinem.‘“ Dennoch betrachtet er das Eigentum als „das heiligste von allen Bürgerrechten, in gewissen Beziehungen noch wichtiger als die Freiheit selbst […], weil das Eigentum die wahre Begründung der menschlichen Gesellschaft und der wahre Garant der Verpflichtung der Bürger ist.“
„Was der Mensch durch den Gesellschaftsvertrag verliert, ist seine natürliche Freiheit und ein unbegrenztes Recht auf alles, wonach ihn gelüstet und was er erreichen kann; was er erhält, ist die bürgerliche Freiheit und das Eigentum an allem, was er besitzt. Damit man sich bei diesem Ausgleich nicht täuscht, ist es notwendig, die natürliche Freiheit, die ihre Schranken nur in der Stärke des Individuums findet, deutlich von der bürgerlichen Freiheit zu unterscheiden, die durch den Gemeinwillen begrenzt ist, und den Besitz, der nur eine Folge der Stärke oder des Rechts des ersten Besitznehmers ist, vom Eigentum, das nur auf einen ausdrücklichen Titel gegründet werden kann.“ (CS I 8). Im republikanischen Staat Rousseaus ist die bürgerliche Freiheit durch das Gemeinwohl begrenzt. Entsprechend kann durch demokratischen Beschluss in die Verteilung des Einkommens eingegriffen und durch progressive Steuern eine größere Verteilungsgerechtigkeit hergestellt werden. „Der, welcher nur das einfach Notwendige hat, muß gar nichts beitragen; die Besteuerung desjenigen, der Überflüssiges besitzt, kann im Notfall bis zur Summe dessen gehen, was das ihm Notwendige übersteigt.“
Ähnlich wie Locke ein Einfluss auf die amerikanischen Verfassungen, insbesondere die Virginia Bill of Rights von 1776 zugeschrieben wird, hatten die Schriften Rousseaus Einfluss auf die Französische Revolution. In Artikel 17 der Erklärung der Menschen- und Bürgerrechte heißt es: „Da das Eigentum ein unverletzliches und heiliges Recht ist, kann es niemandem entzogen werden, es sei denn, dass dies die gesetzlich festgelegte öffentliche Notwendigkeit offensichtlich fordert, und dass eine gerechte und vorherige Entschädigung geleistet wird.“
Zur Bestimmung des Eigentums unterschied Immanuel Kant das innere und das äußere „Mein und Dein“. Das innere Mein und Dein ist das Recht an der eigenen Person. Eigentum als das äußere Mein und Dein besteht nicht von Natur aus, sondern wird erworben, denn es bedarf der Zustimmung eines anderen, weil durch Eigentum die Sphäre des anderen betroffen ist (RL, AA  VI 245). Eigentum unterscheidet sich von sinnlichem Besitz dadurch, dass es ein intelligibler Besitz ist, den man sich nur durch den Verstand vorstellen kann. Eigentum ohne staatliche Gewalt ist nur provisorisch. Eigentum ist dann nicht legitimiert, wenn es andere in ihrer Freiheit beschränkt, ohne dass diese zugestimmt haben. Hieraus folgt, dass die Bildung von Eigentum denknotwendig zu einem republikanischen Staat führt.

### Moderne
Der Begriff der Moderne und seine Abgrenzung zur frühen Neuzeit sind wegen der Epochenschwelle und den daraus erwachsenden Taktierungen der Periodisierung unscharf. Reinhart Koselleck bezeichnete den Übergang – bildlich gesprochen – als Sattelzeit. Für die Theorie des Eigentums ist von Bedeutung, dass sich im Wechsel vom 18. zum 19. Jahrhundert nach den USA und Frankreich eine Reihe von Staaten eine republikanische Verfassung gegeben haben, die Grundrechte fixierten. In einer Reihe von Ländern wurde das Zivilrecht auf der Grundlage des römischen Rechts den neuen Bedürfnissen angepasst. Das Privatrecht wurde vernunftrechtlich ausgerichtet. In der wirtschaftlichen Entwicklung setzte sich die Industrialisierung stetig fort. Neben der abhängigen Landbevölkerung entstand in den Städten eine Arbeiterschaft, die in Manufakturen, aber auch in Bergwerken und Großbetrieben der Metallverarbeitung tätig waren. Unzureichende soziale Bedingungen führten zu einer Pauperisierung zunehmender Bevölkerungsteile und dem Aufkommen der Sozialen Frage. Aus der feudalen Ständegesellschaft wird eine Klassengesellschaft, in der das Eigentum an Produktionsmitteln einen wesentlichen Einfluss auf die Stellung in der Gesellschaft ausmacht.
Bereits zu Beginn des 19. Jahrhunderts setzte die Kritik der sich entwickelnden Verhältnisse ein. Für den Frühsozialisten Pierre-Joseph Proudhon galt: „Eigentum ist Diebstahl“. Aber auch romantische Philosophen wie Franz von Baader kritisierten die soziale Lage der Arbeiter. Eigentum war für Karl Marx und Friedrich Engels Ursache der Entfremdung und der Ausbeutung des Arbeiters. „Das Kapital hat die Bevölkerung agglomeriert, die Produktionsmittel zentralisiert und das Eigentum in wenigen Händen konzentriert. Die Arbeiter, die sich stückweise verkaufen müssen, werden zur Ware wie jeder andere Handelsartikel und daher gleichmäßig allen Wechselfällen der Konkurrenz, allen Schwankungen des Marktes ausgesetzt.“ Sie sahen daher im Kommunismus vor allem ein Projekt zur „Aufhebung des Privateigentums“ an Produktionsmitteln und der darauf basierenden Ausbeutung.
Erst die in der zweiten Hälfte des 19. Jahrhunderts einsetzende und seitdem fortschreitende Sozialgesetzgebung verminderte in den westlichen Industrieländern die Konfliktsituation zwischen Besitzenden und Besitzlosen allmählich und mit steigendem Wohlstand begann man von Schichten und schließlich von Milieus zu sprechen. Es bildeten sich bürgerliche Mittelschichten heraus, die ihrerseits Vermögen und Eigentum bildeten. In Russland führte hingegen die Revolution von 1917 zur Bildung eines sozialistischen beziehungsweise kommunistischen Staates, der das Privateigentum an Produktionsmitteln zwar unterdrückte, die Lohnarbeit jedoch beibehielt und noch verschärfte. Hinzu kam nach dem Zweiten Weltkrieg die Ausweitung des Machtbereichs der Sowjetunion in eine Reihe osteuropäischer Länder sowie die sozialistische Staatsbildung in der Volksrepublik China. Diese Regierungsformen, die das Privateigentum an Produktionsmitteln im Allgemeinen unterdrückten, waren zugleich mit erheblichen Einschränkungen individueller bürgerlicher Freiheiten verbunden und konnten sich teilweise nicht gegen die Konkurrenz und Politik der westlichen Industrieländer durchsetzten. Der Streit um die Frage des Privateigentums an Produktionsmitteln wird von reformistischen Kräften mehr als eine Frage der Verteilungsgerechtigkeit und des zulässigen Umfangs von Privateigentum geführt, aber auch radikale, anarchistische und kommunistische Bestrebungen zur Aufhebung des Privateigentums an Produktionsmitteln bestehen weiterhin weltweit.
Max Weber betrachtet das Eigentum aus der Perspektive sozialer Beziehungen, die er als „offen“ bezeichnet, wenn niemand daran gehindert ist, am gegenseitigen sozialen Handeln teilzunehmen.  Wenn hingegen die Teilnahme beschränkt oder an Bedingungen geknüpft ist, spricht er von „Schließung“. Eine Schließung erfolgt immer dann, wenn die Beteiligten sich hiervon eine Verbesserung ihrer Chancen zur Befriedigung ihrer Bedürfnisse erwarten. Eine Schließung nach innen, das heißt innerhalb einer Gruppe, nennt Weber Appropriation. Rechte sind daher für ihn eine Appropriation von Chancen. „Erblich an Einzelne oder an erbliche oder Gesellschaften appropriierte Chancen sollen: „Eigentum“ (der Einzelnen oder der Gemeinschaften oder der Gesellschaften), veräußerlich appropriierte: „freies“ Eigentum heißen.“ Eigentum ist ein Instrument zur Regulierung von Beschaffungskonkurrenz. Hierdurch wird die Verfügungsgewalt über Güter beschränkt.
Die katholische Soziallehre schließt an Thomas von Aquin an und fasst das Eigentum als notwendigen Faktor zur Verwirklichung der individuellen Freiheit auf. Auf dem Zweiten Vatikanischen Konzil wurde festgestellt, dass das Privateigentum – auch an den Produktionsmitteln – zur „Selbstdarstellung der Person“ beiträgt und „den unbedingt nötigen Raum für eigenverantwortliche Gestaltung des persönlichen Lebens jedes einzelnen und seiner Familie“ schafft; das Recht auf Eigentum müsse gleichsam „als eine Art Verlängerung der menschlichen Freiheit“ betrachtet werden.
Der englische Experte für Römisches Recht und Rechtsphilosoph Tony Honoré betrachtet in seiner einflussreichen Arbeit 1961 Eigentum nicht mehr als einzelnes Recht, sondern als ein Bündel von elf Rechten, dargestellt in dieser Tabelle seiner Forschungsarbeiten. Eigentum bestimmt sich dabei durch ein Rechte- und Pflichtenbündel, umfassend Kriterien wie Besitz, Verwendung, Management, Ertrag, Verfügungsgewalt, Rechtsschutz, Ewigkeitsschutz, Schadensminderungs- und verhinderungspflicht, Surrogate.
Für John Rawls ist das Recht auf persönliches Eigentum in seiner Theorie der Gerechtigkeit eine der Grundfreiheiten, die gemäß dem ersten und obersten seiner beiden Prinzipien jedem Menschen uneingeschränkt zustehen, soweit durch diese Freiheiten nicht die Freiheiten anderer eingeschränkt werden. Dies sagt noch nichts über die Verteilung von Eigentum und das Recht auf Privateigentum aus, ein Eigentumssystem mit Kapital und Land im öffentlichen Besitz wäre vereinbar mit der Grundfreiheit. Soziale und ökonomische Ungleichheiten sind nach dem zweiten Prinzip nur soweit zulässig, soweit die am wenigsten Begünstigten einer Gesellschaft hieraus den größtmöglichen Vorteil ziehen. Aus dem zweiten Prinzip folgt, dass eine Umverteilung dann gerechtfertigt ist, wenn sie den am wenigsten Begünstigten einen größeren Vorteil bringt. In einer offenen Marktwirtschaft kann dies bedeuten, dass von einer Umverteilung insofern abzusehen ist, falls sich die Aussichten der wenigsten Begünstigten dadurch verschlechtert. In jedem Fall ist durch die Verteilung das Existenzminimum sicherzustellen.
Neben dem Eigentumsrecht, das sich nur auf körperliche Gegenstände beziehen kann, gewinnen seit der Industrialisierung die Rechte an geistigen Schöpfungen an Bedeutung („geistiges Eigentum“). Dies betrifft in der Gegenwart über die Frage des Urheberrechts hinaus das Eigentum an natürlichen Prozessen in der Gentechnik oder an immateriellen Gütern wie Software.
Ähnlich des Commonings als temporaler Praxis des Gemeineigentums schlägt Carsten Herrmann-Pillath das „Haben“ (Havings) als Begriffsbildung zur Überwindung gängiger Eigentums-, Besitz-, Aneigungs- und Verantwortungsdefinitionen vor.

## Eigentumsordnung und verfassungsrechtliche Schranken
Die Eigentumsordnung einer Gesellschaft als Teil der Wirtschaftsordnung regelt die Verfügungsrechte über wirtschaftliche Güter. Neben der direkten Bestimmung des Eigentums im Privatrecht zählen zur Eigentumsordnung die Einstufung des Eigentums als Grundrecht in der Verfassung (Schutz, Garantie oder Unverletzlichkeit des Eigentums) und eine Vielzahl von Regelungen im öffentlichen Recht (etwa Bodenrecht, Waldrecht, Nachbarschaftsrecht, Gemeindeordnungen), durch die der Gebrauch des Eigentums begrenzt wird. Erst das Zusammenspiel dieser gesetzlichen Bestimmungen spiegelt den materiellen Gehalt einer Eigentumsordnung wider. In der Theorie der Verfügungsrechte werden die Rechte auf Nutzung, Veräußerung, Veränderung und Vermietung eines Gutes unterschieden.
Die Gesamtheit des Eigentums einer Person (oder einer Gruppe, eines Unternehmens, einer Volkswirtschaft etc.) bezeichnet man auch als deren „Vermögen“. Im ursprünglichen Sinn des Wortes ist festgehalten, dass Eigentum Macht verleiht, etwa indem jemand andere Menschen dafür bezahlt, dass sie für ihn arbeiten.
Eigentumsordnungen lassen sich danach unterscheiden, welche Arten von Gütern privates Eigentum sein dürfen und welche nicht. Das kann Fragen der Sklaverei und Leibeigenschaft (Eigentum am Menschen) betreffen, aber auch Fragen des Erbadels und der Geschlechtererbfolge (Privilegierungen gegenüber ausgeschlossenen Dritten).
In Eigentumsordnungen werden Eingriffsrechte wie die Besteuerung von Eigentum und dessen Vererbung geregelt, ebenso die Voraussetzungen einer  Enteignung nebst Entschädigungsleistungen (Sozialpflichtigkeit des Eigentums). Möglichen sozialen Konflikten kann somit durch Regelwerke begegnet werden. Die Abgrenzung von Eigentumssphären, die personale oder institutionelle Zuordnungen zulassen, vereinfachen viele Prozesse soziale Entscheidungsfindungen. Wenn alle über alles entscheiden, ist der Informations- und Entscheidungsprozess extrem aufwendig und kostet weit mehr Zeit, als wenn jeder nur über das Seine entscheidet.
Gemäß der Theorie der Verfügungsrechte ist der Vorzug des Privateigentums die Erzeugung einer starken Motivation des Eigentümers zu schonendem und sparsamem Gebrauch von Gütern und zur Schaffung neuer Güter. Kollektiveigentum hingegen führe zu unwirtschaftlichem Verhalten. Dennoch gab es gerade in der Landwirtschaft traditionell kollektives Eigentum. Im vorrevolutionären Frankreich etwa gab es unterschiedliche Formen gemeinschaftlichen Eigentums. Die Teilhaber am kollektiven Grundeigentum wurden von Mirabeau 1769 erstmals als „communistes“ benannt, er sah darin unter anderem soziale Vorteile. Außerdem gab es vor und nach der Revolution von 1789 unter freien Bauern familiale Gütergemeinschaften, die „communauté taisible“. Es komme zur Tragik der Allmende, dem Phänomen, dass Menschen weniger leisten, wenn sie kollektiv tätig sind, da sie weder die Folgen ihrer Handlungen in vollem Umfang tragen müssen noch den individuellen Einsatz in vollem Umfang zugerechnet bekommen.
Durch die Eigentumsordnung entstehen aber auch ganz neue Probleme. So ist Eigentum die ständige Tendenz immanent, ungleich verteilt zu werden, weil es zur Vermehrung für eigene Zwecke genutzt wird (Verleihen, Vermieten, Verpachten oder Investieren in gewinnbringende Projekte). Je ungleicher die Einkommens- und Vermögensverteilung in einer Gesellschaft werden, umso schärfer stellt sich die Frage nach der sozialen Gerechtigkeit. Mit der Schichtung der Gesellschaft nach Vermögen, entstehen soziale Unterschiede und Spannungen zwischen Armen und Reichen, zwischen Schuldnern und Gläubigern. Soziale Maßnahmen als Transferleistungen (private Wohltätigkeit, staatliche Sozialhilfe, institutionalisierter Schuldenerlass) werden notwendig, um soziale Spannungen abzubauen. Falls Eigentum vererbt wird, haben die Neugeborenen je nach Schichtzugehörigkeit von vornherein unterschiedliche Startchancen. Falls Eigentum nicht vererbt wird, schwindet bei älteren Menschen mit Kindern die Leistungsbereitschaft, weil sie nichts an ihre Kinder vererben können. Monopole werfen die Frage nach der sozialen Gerechtigkeit insofern auf, als  keine Konkurrenz die Preise zügelt.

## Gemeineigentum

### Gemeinschaftliches Eigentum
Die erste Form des Gemeineigentums sesshafter Gesellschaften findet sich bei den Großreichen der Ägypter, Babylonier oder Perser. Ein mythisch häufig überhöhter Oberherr war – im Rahmen einer monarchisch-hierarchischen Organisationsform – Eigentümer gemeinschaftlichen Bodens, deren Besitzer diesen für familiäre und gemeinschaftliche Zwecke unter Teilabgabeverpflichtungen an den Herrn bearbeiteten. Gelegentlich wird diese Form etwas abschätzig als orientalische Despotie bezeichnet, weil erheblicher staatlicher Bürokratismus vorherrschte. Aus der genossenschaftlichen Organisationsform städtischer Gemeinschaften in Griechenland und im römischen Reich wiederum bildete sich in einigen Städten wie Athen, Korinth oder Rom, Grundeigentum großer Ordnungen heraus (antikes Grundeigentum). Diese Organisationsform trug oligarchische und plurale Züge in sich. Die Gemeinschaftsarbeiten der städtischen Bürgerschaft bestanden vornehmlich in der Ausbildung und Aufnahme der Kriegskunst und des Kultus. Das germanische Gemeineigentum wiederum hatte bis in die Neuzeit in Gestalt der Allmende Bestand.
Die Allmende findet sich in vielen traditionell geprägten Kulturen. Sie ist eine Zwischenform zwischen Individualeigentum und zentralisiertem Staatseigentum. Gemeint ist damit das kollektive Eigentum einer Gemeinschaft, etwa eines Dorfes, an gemeinsam nach bestimmten Regeln genutzten Ressourcen. Nachdem diese Form der Bewirtschaftung von natürlichen Ressourcen aus Perspektive der Tragik der Allmende lange Zeit als ungeeignet angesehen wurde, hat sich in den letzten Jahrzehnten die Bewertung geändert.
In angepasster Form gibt es Elemente des Gemeineigentums heute noch als staatliches oder kommunales Eigentum. Verwaltet wird es durch Behörden. Daneben gibt es genossenschaftliches oder kollektives Eigentum an Betrieben oder Immobilien, auch öffentliches Eigentum zur gemeinsamen Nutzung (Commons), etwa Parks oder öffentliche Gärten.

### Sozialistische Eigentumsordnungen
Die sozialistischen Ordnungen von Gemeineigentum sind als umfassende Eigentumsformen zu denken. Individuelle Verfügungsrechte werden darin zur Disposition gestellt. Ihr während des 20. Jahrhunderts entwickeltes Selbstverständnis beruht auf einer dialektischen Kritik des Privateigentum und auf neuer, revolutionärer Willensbildung der dahinter stehenden Rechtsgemeinschaft. Die gesellschaftlichen Produktionsmittel stehen in Gemeineigentum. Die Wertschöpfungsprozesse sind arbeitsteilig und kooperativ. Den sozialen Gegensatz von Arbeit und privatem Eigentum nannte Marx „Entfremdung“, weshalb er die „Diktatur des Proletariats“ forderte.
Im Kontext gleicher und allgemeiner Rechte dieses Zuschnitts stehen Begrifflichkeiten, die sich eigentumsordnungsrechtlich etwa so fassen lassen: Planwirtschaft (zentrale Organisation der Produktion und Distribution von Gütern), genossenschaftliche Selbstverwaltung (dezentrale Produktionskollektive) und sozialistische Marktwirtschaft (sich selbst regulierende Organisation). Gemeinsam ist allen Vorstellungen, dass Grundlage und Bedingung aller Produktion das gemeinschaftliche Volkseigentum an Grund und Boden ist. Bei freiem Zugang, besteht für den Einzelnen aber keine Möglichkeit private Verfügungsgeschäfte zu tätigen. Die sozialistische Marktwirtschaft verknüpft zentrale Planung und dezentrale Produktionsformen und ist den beiden vorgenannten Sichtweisen daher überlegen.
Der politische Gesamtrahmen lässt Privateigentum im Bereich der Produktion zu; allerdings ist der Gebrauch im Sinne der übergeordneten Planerfüllung zeitgleich staatlich kontrolliert. In Verfassungsrahmen sozialistischer Eigentumsordnungen ist das private Eigentum an den Produktionsmitteln nicht rechtlich geschützt, ihr Gebrauch hat dem Wohl des Staates zu dienen.

### Sonderform: Gesellschaftliches Eigentum
Eine Sonderform des Kollektiveigentums ist das „gesellschaftliche Eigentum“, eine Eigentumskonzeption des ehemaligen Jugoslawien. Diese Konzeption entstammt der sozialistischen Ideologie insofern, als es eine Abkehr vom marktwirtschaftlichen Eigentumsverständnis bedeutet. Es ist aber nicht mit dem vermeintlich kommunistischen Staats- oder Volkseigentum gleichzusetzen, bei dem der Staat der Rechtsträger ist und welches nach jugoslawischer Anschauung genau wie das Privateigentum zur Ausbeutung und Entfremdung der Arbeiter durch die Monopolisierung der wirtschaftlichen und politischen Macht führt.
In der jugoslawischen Verfassung von 1974 wird das gesellschaftliche Eigentum negativ definiert. Niemand, weder eine Gebietskörperschaft, noch eine Organisation der vereinten Arbeit oder der einzelne Arbeiter ist Träger der Eigentumsrechte an den gesellschaftlichen Produktionsmitteln. Demnach erlangt niemand Eigentumstitel über das Produkt der gesellschaftlichen Arbeit oder kann über die gesellschaftlichen Produktivkräfte verfügen oder ihre Verteilung bestimmen.
Die Konkretisierung der Definition und die Interpretation des gesellschaftlichen Eigentums blieb seit seiner Einführung 1953 kontrovers und rechtlich umstritten. Den Kern des Meinungsstreits bildet die Frage, ob es sich beim gesellschaftlichen Eigentum um eine rechtliche oder rein sozioökonomische Kategorie handelt, sowie die Frage nach dem Träger des Eigentumsrechts, so dieses bejaht wird.
Ausgehend vom privatkapitalistischen bzw. marktwirtschaftlichen Verständnis wird auch vertreten, dass das gesellschaftliche Eigentum eher eine ordnungspolitische Kategorie als eine Rechtsform oder Kategorie des Eigentums ist. Beim gesellschaftlichen Eigentum fehlt weitgehend die Zuordnung der Herrschaft über eine Sache zu einer juristischen oder natürlichen Person wie in anderen Eigentumsverfassungen. Dennoch entstanden selbst aus dem gesellschaftlichen Eigentum gewisse Individualrechte und es lässt sich in diesem Sinne wohl von einer Eigentumskategorie sprechen, wenngleich sie eben keine Entsprechung in marktwirtschaftlichen Ordnungen findet.
Dementsprechend ist das gesellschaftliche Eigentum als ein Eigentumssurrogat oder eigentumsähnliches Nutzungsrecht einzustufen. Gleichwohl ist zu berücksichtigen, dass in dieser sozialistischen Eigentumsordnung Privateigentum nach marktwirtschaftlichen Vorstellungen nebenher weiter existierte.
Die Frage nach der rechtlichen Einordnung des gesellschaftlichen Eigentums gewann an Aktualität nach dem Auseinanderbrechen Jugoslawiens und bei dem Versuch der Klärung der Eigentumsverhältnisse Privater sowie bei der Unternehmensprivatisierung. In Bosnien und Herzegowina wurde zur Regelung der offenen Eigentumsansprüche Privater die Commission for Real Property Claims (CRPC) und im Kosovo das Wohn- und Eigentumsdirektorat (Housing and Property Directorate / Claims Commission – HPD/CC) errichtet.